# Mikhail Timofeyevich Kalashnikov
Mikhail Timofeyevich Kalashnikov (tiếng Nga: Михаил Тимофеевич Калашников) (sinh ngày 10 tháng 11 năm 1919 - 23 tháng 12 năm 2013) là tổng công trình sư thiết kế vũ khí nổi tiếng của Liên Xô (Nga), 2 lần đạt huân chương anh hùng lao động, giải thưởng Stalin (1949) và là cha đẻ của súng trường AK-47, cùng với những biến thể như AK-74, RPK,... Thiết kế của ông cũng được áp dụng ít nhiều với các quốc gia khác, như Zastava M79 của Nam Tư hay IMI Galil của Israel.

## Tiểu sử
Mikhail Timofeyevich Kalashnikov sinh ra ở làng Kurya, vùng Altai, trong một gia đình nông dân đông con. Kalashnikov gia nhập Hồng Quân năm 1938 và đã thể hiện khả năng của mình khi sáng tạo ra máy đếm đạn cho xe tăng. Vào những năm đầu của cuộc Chiến tranh Vệ quốc Vĩ đại ông đã là một viên chỉ huy xe tăng nhưng vào năm 1941 ông đã bị thương nặng. Trong kỳ nghỉ 6 tháng vì lý do sức khỏe, Kalashnikov đã tạo nên mẫu Súng tự động đầu tiên của mình. Mẫu của ông đã được chế tạo và giới thiệu với chuyên gia nổi tiếng về lĩnh vực vũ khí, Giáo sư Blagonravov. Mặc dù nhận xét của vị giáo sư đối với thiết kế của Kalashnikov là không phù hợp do khi chế tạo phải dùng kim loại ít có trên thị trường và phải qua các công đoạn gia công chậm nhưng giáo sư cũng nhấn mạnh những ưu điểm nổi trội của thiết kế. Giáo sư đã đề nghị cử Kalashnikov đi học tiếp.
Từ năm 1942, Kalashnikov làm việc tại Trung tâm nghiên cứu khoa học súng trường Trung ương thuộc Tư lệnh pháo binh (Liên Xô). Ở đây vào năm 1944, ông đã tạo ra mẫu súng carbine nạp được nhiều đạn. Mẫu súng này tuy không nằm trong bộ súng nhưng phần nào đã giúp cho việc sáng tạo súng tự động. Từ năm 1945, Kalashnikov bắt đầu việc sáng tạo súng tự động cỡ đạn 7,62×39 mm. Khẩu này bị đồn đại chịu nhiều ảnh hưởng của súng Stg-44 của Đức. Theo một số nguồn thì trong nhóm chế tạo có cả những chuyên gia Đức bị bắt làm tù binh, trong đó có Hugo Shmeisher, nhưng thực thế thì thiết kế của 2 khẩu súng này khác hẳn nhau. Trong cuộc thi năm 1947, sau khi thể hiện hiệu quả cao khi thử nghiệm, súng trường của Kalashnikov đã được chấp nhận vào lực lượng vũ trang với tên gọi AK-47.
Ngoài AK-47, Kalashnikov cũng là tác giả thiết kế nhiều loại súng nổi tiếng khác gồm trung liên RPK, đại liên PK. Cả hai loại súng này cũng phục vụ rộng rãi và được ưa chuộng trên khắp thế giới giống như AK-47.
Sau khi giải ngũ với quân hàm Trung tướng Quân đội Liên bang Nga, Kalashnikov chuyển tới sống tại Izhevsk và tiếp tục công việc của mình tại Nhà máy chế tạo vũ khí Izhmash. Ông được tặng thưởng nhiều huân, huy chương cao quý cấp nhà nước (2 lần danh hiệu Anh hùng Liên Xô...). Năm ông 75 tuổi, cố tổng thống Nga Boris Yeltsin đã trao tặng ông Huân chương "Vì những cống hiến xuất sắc cho Tổ quốc".
Kalashnikov rất thích nghe nhạc cổ điển, làm thơ và viết sách. Ông đã xuất bản 3 tập hồi ký vào các năm 1992, 1997 và 1999. Từ năm 2004, ông bắt đầu trình làng sản phẩm mới, đó là rượu vodka Kalashnikov.

## AK-47
Kalashnikov bắt đầu thiết kế súng trường khi nằm điều trị ở bệnh viện sau khi bị thương trong trận đánh tại Bryansk. Sau đó, ông tham gia một cuộc thi chế tạo vũ khí dùng loại đạn cỡ 7,62x41 mm, không bị kẹt đạn, chịu được hoàn cảnh khắc nghiệt của cuộc chiến. Ông đã đoạt giải nhất và trở thành tổng công trình sư thiết kế vũ khí của Liên Xô.
Năm 1947, ông thiết kế AK-47 (Viết tắt của Автомат Калашникова образца 1947 года - Súng tiểu liên kiểu Kalashnikov model 1947), đây là thành công lớn nhất của ông. Vào năm 1949, AK-47 trở thành tiểu liên tấn công cơ bản của Hồng Quân Liên Xô; sau đó, nó trở thành phát minh nổi tiếng nhất của Kalashnikov.

## Trả lời phỏng vấn
- Ông triết lý:

| “                                  | Mỗi vũ khí đều có một diện mạo riêng, giống như là phụ nữ vậy. Nếu như các khẩu tự động của tôi không đẹp và bền, thì 50 nước trên thế giới đã không trang bị cho quân đội của họ. Một vài nước đã cho khẩu súng của tôi lên quốc huy, cờ. Bộ trưởng quốc phòng Mozambique nói với tôi: "Ông có biết không, sau khi chúng tôi giành độc lập với khẩu súng của ông, nhiều người lính đã đặt tên con mình là Kalash. Đến mỗi vùng quê của chúng tôi ông sẽ gặp hàng chục đứa bé da đen có tên Kalash". Thật là một thông tin thú vị. | ” |
| — Mikhail Timofeyevich Kalashnikov | |   |

- Phóng viên hỏi ông:

| “            | "Bây giờ cụ còn chế tạo vũ khí nữa không ạ?" | ” |
| — Phóng viên |                                              |   |

- Vị tướng già trả lời:

| “                                  | "Tôi luôn nói rằng sự hoàn hảo là vô giới hạn. Vũ khí của chúng ta cần phải cải tiến không ngừng. Tất cả những gì anh thấy ở đây là tốt nhất. Nếu như ai đó có làm cái gì tốt hơn, tôi sẽ là người đầu tiên bắt tay." | ” |
| — Mikhail Timofeyevich Kalashnikov | |   |

- Kalashnikov trả lời kênh truyền hình Reuter:

| “                                  | "Tôi luôn luôn mong muốn cải thiện, đặt ra những cái tên thật hay cho những vũ khí thật tốt mà tôi chế tạo." | ” |
| — Mikhail Timofeyevich Kalashnikov | |   |

- Khi thăm Đức, nói về khẩu AK-47 khẩu súng nổi tiếng nhất của ông:

| “                                  | "Khi nhìn thấy Bin Laden với khẩu AK-47, tôi thực sự căng thẳng. Nhưng tôi có thể làm gì, khủng bố không phải là những kẻ khờ, chúng luôn chọn những khẩu súng tốt nhất. Tôi tự hào về những sáng chế của mình, nhưng tôi cực kỳ căm ghét súng của tôi vì chúng được sử dụng bởi những kẻ khủng bố, tôi thích sáng chế những chiếc máy mọi người có thể sử dụng hơn, một chiếc máy xén cỏ giúp những nông dân chẳng hạn(2002)." | ” |
| — Mikhail Timofeyevich Kalashnikov | |   |

## Sản phẩm
Trong những năm 1950-1970, trên cơ sở những khẩu AK, đã có những loại súng sau được dùng trong hệ thống vũ trang:
- AKM - súng trường tự động Kalashnikov cải tiến
- RPK - trung liên Kalashnikov
- PK - đại liên Kalashnikov
- AK-74 - mẫu cải tiến của AKM dùng đạn 5,45×39 mm

Và còn nhiều loại khác.